# Michel Ney
Michel Ney diuk d’Elchingen, książę Moskwy (de la Moskova), (ur. 10 stycznia 1769 w Saarlouis, zm. 7 grudnia 1815 w Paryżu) – marszałek Francji. Walczył w obronie rewolucji francuskiej oraz w wojnach napoleońskich.

## Życiorys

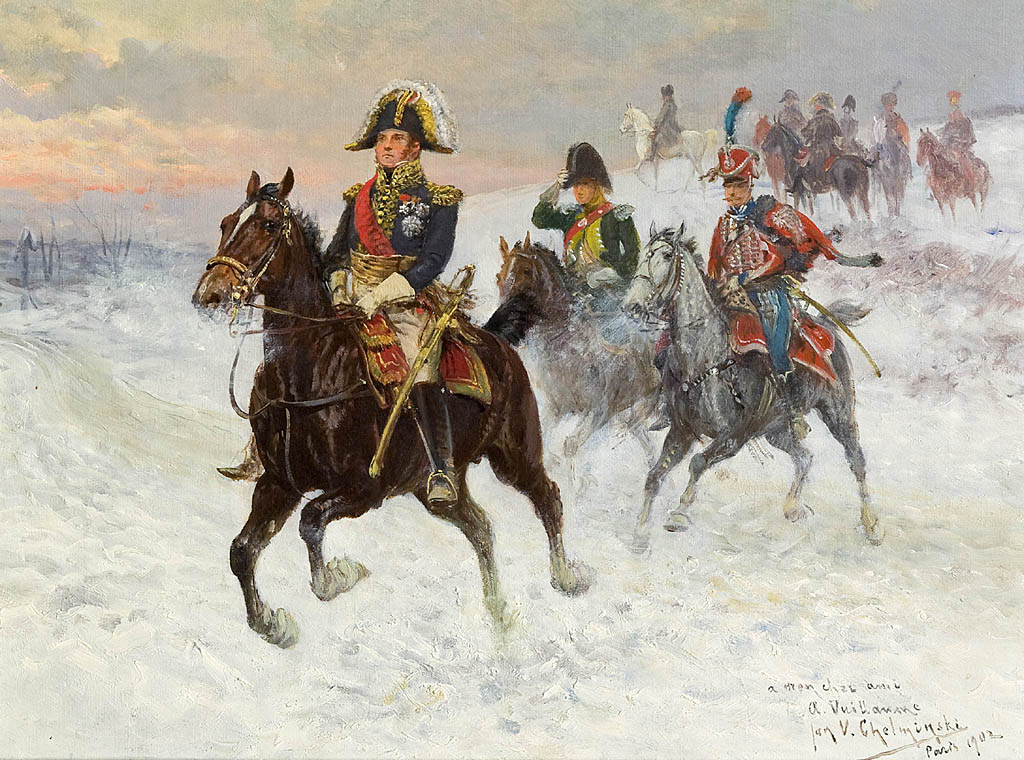
Marszałek Ney z adiutantami podczas kampanii rosyjskiej (mal. Jan Chełmiński, Paryż 1902)

Syn bednarza, już za młodu zaciągnął się do 4. pułku huzarów jako prosty szeregowiec. Na początku rewolucji Ney nadal był szeregowcem, jednak już w 1794, z rangi kapitana, awansowany został przez gen. Klébera na adiutanta i dowódcę szwadronu. Walczył pod Altenkirchen (Westerwald), Obernburgiem i Würzburgiem.
W roku 1796 mianowany został generałem brygady, przyłożył się do zwycięstwa pod Neuwied, potem (16 kwietnia 1797) walczył pod Diersdorfem, gdzie dostał się do niewoli austriackiej. Po wymianie jeńców mianowany dowódcą dywizji, walczył w 1799 w Armii Renu. Wygrał pod Frankfurtem, przeszedł Men, zajął Mannheim, przez co zmusiwszy arcyksięcia Karola do podzielenia swoich sił, przyczynił się pośrednio do zwycięstwa pod Zurychem.
Przychylił się do zamachu 18 Brumaire. Pod Hohenlinden walczył pod dowództwem gen. Moreau. W 1802 posłany do Szwajcarii w poselstwie, po powrocie dowodził obozem pod Compiègne, potem pod Monteruil. W 1804 roku podniesiony przez samego cesarza Napoleona do rangi marszałka. W 1805 wygrał bitwę pod Elchingen, wymógł kapitulację Ulmu (jako jeden z kilku), zajął Tyrol. W wyprawie pruskiej walczył pod Jeną-Auerstedt, Magdeburgiem, Pruską Iławą, Frydlandem.
W 1809 walczył w Hiszpanii, gdzie brał udział m.in. w walkach o Ciudad Rodrigo, jednak szybko stamtąd odwołany wrócił do Francji i przez jakiś czas nie miał zajęcia. W marszu na Rosję dowodził 3. korpusem, walczył pod Borodino (fr. bataille de la Moskova), za co otrzymał tytuł księcia Moskwy. W odwrocie rosyjskim dowodził ariergardą, dzielnie broniąc resztki armii przed armią rosyjską i Kozakami. To on był ostatnią osobą, która opuściła granice Rosji. Walczył zwycięsko pod Lützen, Budziszynem i Dreznem, przegrał jednak z Bülowem 6 września 1813 i musiał się cofnąć do Torgawy. Potem jednak walczył pod Lipskiem i znowu dowodził ariergardą aż do Renu. Kiedy jednak padł pomysł abdykacji, to Ney pierwszy odważył się przedstawić go cesarzowi. Zaraz po zrzeczeniu się tronu przez Napoleona, Ney opowiedział się za królem, a kiedy Bonaparte powrócił, zapowiedział, że „przywiezie zbiega z Elby w żelaznej klatce”. Kiedy jednak spotkał się z Cesarzem, od razu przeszedł na jego stronę.
Walczył pod Fleurus i Waterloo, gdzie przyczynił się tym razem do klęski Napoleona. Po ponownym powrocie Ludwika XVIII na tron, stanął przed sądem wojennym złożonym z: Monceya, Augereau, Massény, Jourdana i Mortiera, który jednak obwołał się niezdolnym do podjęcia obiektywnej decyzji, więc Ney trafił przed oblicze Izby Parów. Tam skazany został na śmierć przez rozstrzelanie. Gdy przed 9 rano dnia 7 grudnia 1815 oferowano mu opaskę na oczy, odrzucił ją i powiedział: „Nie zapominajcie, że przez 26 lat stawałem naprzeciw kul”, po czym zdjął kapelusz i krzyknął: „Niech żyje Francja! Towarzysze, prosto w serce!” (fr. Vive la France! Camarades, visez droit au cœur!), po czym legł pod gradem pocisków, z których tylko jeden wycelowany był wysoko w mur ponad jego głowę.
Michel Ney, zwany „najdzielniejszym z dzielnych” („Le Brave des Braves”), był impulsywny, nieopanowany, niestały w poglądach i niewierny. Ale nawet to nie zdoła przysłonić jego talentów dowódczych, szczerości, otwartości, prostoty charakteru i, przede wszystkim, odwagi. Dowiódł tego podczas odwrotu Wielkiej Armii spod Moskwy. „Rudzik” (jak nazywali go pieszczotliwie żołnierze ze względu na jego kolor włosów) potrafił w najbardziej dramatycznych momentach odwrotu zachować zimną krew, co uspokajało jego podwładnych. Innym razem u Wileńskiej Bramy Kowna osobiście z karabinem w ręku z kilkunastoma ochotnikami odpierał szarżę kozaków atamana Płatowa. Podczas procesu Neya w pawilonie Marsan w Tuileries, na obiedzie zorganizowanym przez francuską gwardię królewską dla stacjonującej w Paryżu armii rosyjskiej, jeden z Rosjan tak skomentował wyrazy niechęci Francuzów wobec marszałka: „[...] nie zechciejcie się odzywać w ten sposób o najwspanialszym żołnierzu francuskim tamtej wojny (chodzi o kampanię w Rosji w 1812 roku), którego heroizmowi tysiące Francuzów zawdzięcza życie!”
Potomkiem jego siostry był francuski generał, uczestnik II wojny światowej i dowódca wojsk francuskich stacjonujących w Niemczech, Jacques Massu.